# Dichotomius bucki
Dichotomius bucki là một loài bọ cánh cứng trong họ Bọ hung (Scarabaeidae).